# Jardim dos simples de Florença

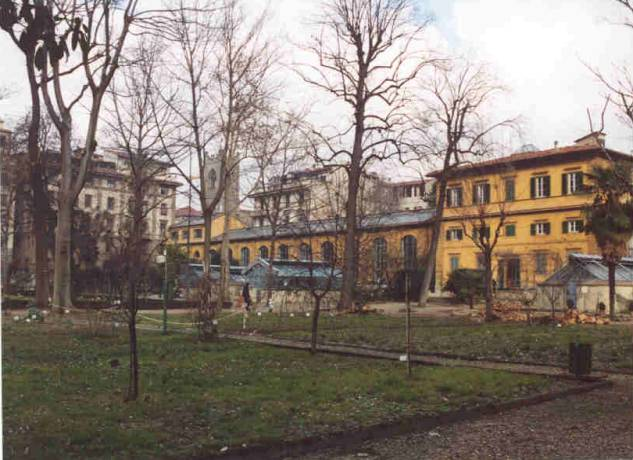
O jardim dos simples.

O Giardino dei Semplici ou Jardim dos Simples de Florença é um departamento do Museu de História Natural da Universidade de Florença.

## História
Desde a Idade Média, que os simples de origem vegetal – variedades com virtudes medicinais – são cultivados nos jardins urbanos. No século XVI, com o crescente interesse pelo estudo do mundo natural, o duque Cosmo I de Médici quis um jardim académico para integrar as lições dos estudantes da faculdade de medicina. A fundação do jardim pode ser fixada no dia 1 de Dezembro de 1545, data do contrato de arrendamento concluído com as freiras dominicanas que cederam um terreno situado na localidade de Cafaggio, perto dos estábulos dos Médici. O jardim florentino pode ser considerado como o terceiro do mundo em antiguidade, logo depois do jardim botânico de Pisa e do de Pádua.
Foi desenhado por Niccolò Tribolo e a escolha das plantas e da sua disposição são de Luca Ghini. O jardim conheceu um período de esplendor por volta do final do século, sob a direcção de Giuseppe Casabona, que o soube enriquecer com numerosas plantas raras. No decurso do século XVII, a actividade de Paolo Boccone e de outros botânicos e jardineiros deu ao jardim uma certa autonomia, embora os jardins botânicos de Santa Maria Nuova e de Pisa tenham desempenhado um papel científico mais importante.

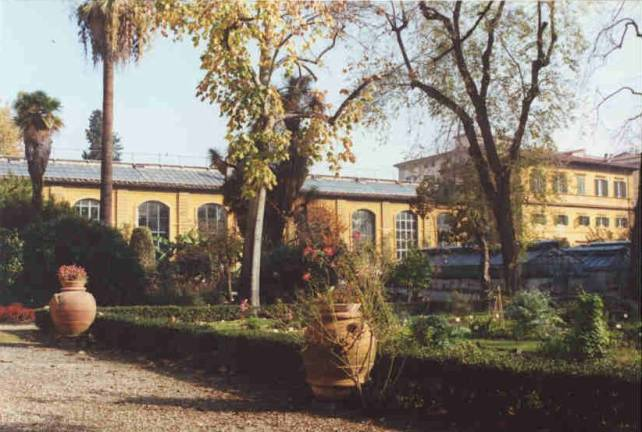
Estufas do jardim dos simples.

Foi o grande botânico Pier Antonio Micheli quem, no princípio do século XVIII, transformou o jardim num grande centro de estudos e de investigação botânica, de importância internacional, graças às relações que manteve com numerosos sábios estrangeiros. Entre outras coisas, ele ocupou-se da colecta de sementes e amostras secas. Com a morte de Micheli, em 1737, foi Giovanni Targioni Tozzetti que lhe sucedeu, seguido de Saverio Manetti, autor do primeiro Index seminum. Passando para a Accademia dei Georgofili em 1783, depois da supressão da Sociedade botânica, o jardim foi transformado em «jardim experimental agrícola» e rearranjado radicalmente pelo abade Leonardo Frati. Voltando a ser «jardim dos simples» em 1847, sob a direcção de Antonio Targioni Tozzetti, e foi aberto ao público em 1864. O botânico Teodoro Caruel, director entre 1865 e 1895, fez construir as estufas que ainda existem na actualidade. Por volta do final do século, o jardim passou para o Regio Istituto di Studi Superiori, transformado em seguida em faculdade universitária, reunindo a parte botânica do museu de história natural da via Romana e as colecções do jardim de Boboli.

## Espécies presentes
O património vegetal do jardim é actualmente constituído por cerca de 9 000 exemplares de plantas.
No prado das coníferas, convém assinalar o Taxodium distichum e uma Metasequoia glyptostroboides. Entre as plantas mais antigas, encontra-se um sobreiro (Quercus suber) plantado em 1805 por Ottaviano Targioni Tozzetti, então director do jardim,  e um teixo (Taxus baccata) plantado em 1720 por Pier Antonio Micheli. Também existe uma Zelkova serrata secular.
Nas estufas abundam  as plantas exóticas (o caféeiro, uma Ravenala madagascariensis, um Amorphophallus titanus, uma  bananeira, etc.), e as colecções de orquídeas, de plantas carnívoras, de cactos, de cycas, de citrinos, e muitas outras.

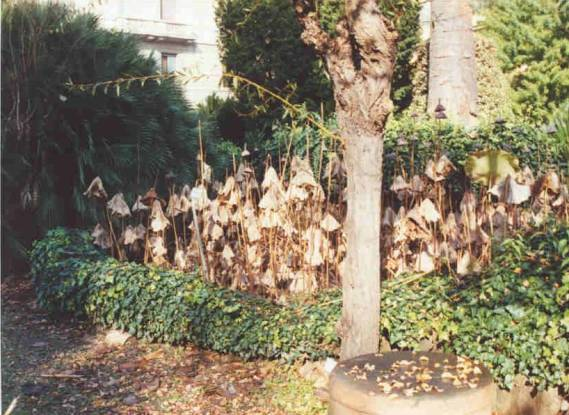
Nelumbo nucifera

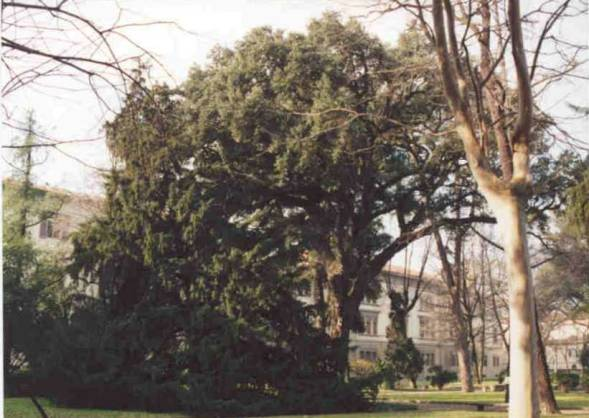
Quercus suber

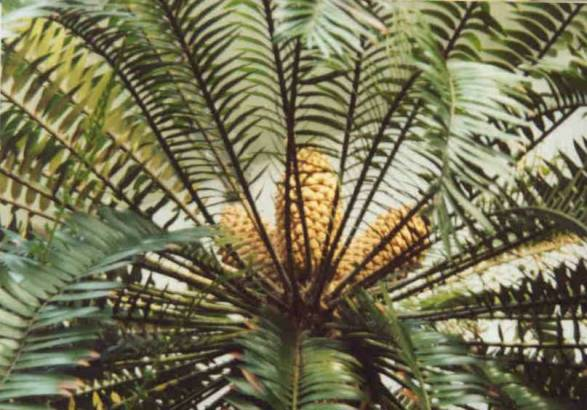
Cycas revoluta

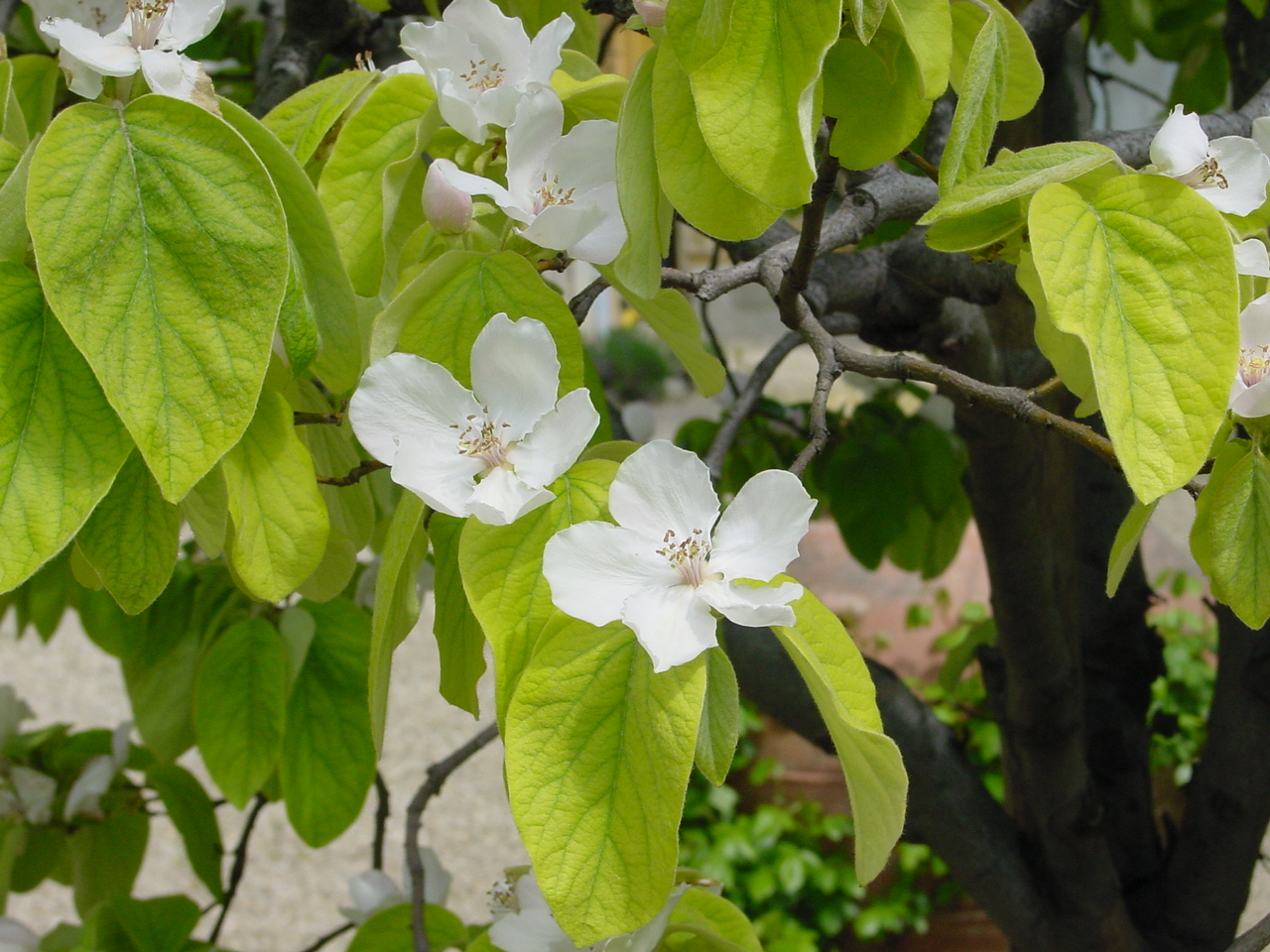
Cydonia oblonga

Algumas das espécies existentes:
Acer negundo, Aesculus hippocastanum,  Alnus cordata, Araucaria imbricata, Arbutus x andrachinoides, Calocedrus decurrens, Cedrus atlantica, Cedrus deodara, Cedrus libani, Celtis occidentalis,  Cupressus funebris, Cupressus goveniana, Cupressus sempervirens, Cupressus torulosa, Cycas revoluta, Diospyros lotus, Erithea armata, Fagus sylvatica, Fagus sylvatica pendula, Fraxinus excelsior, Gingko biloba, Juglans nigra, Lagerstroemia indica, Liriodendron tulipifera, Magnolia grandiflora, Metasequoia glyptostroboides, Ostrya carpinifolia, Pinus halepensis sbsp brutia, Pinus nigra sbsp laricio, Pinus wallichiana, Pistacia chinensis, Pistacia terebinthus, latanus spp., Pterocarya stenoptera, Quercus cerris, Quercus ilex, Quercus lusitanica, Quercus macrolepsis, Quercus robur, Quercus suber, Sequoia sempervirens, Sophora japonica, Taxodium distichum, Taxodium mucronatum, Taxus baccata ♂, Taxus baccata hiberica ♀, Tilia platiphyllos, Torreya californica, Torreya nucifera, Torreya nucifera, Washingtonia filifera, Yucca australis, Zelkova carpinifolia, Zelkova crenata, Zelkova serrata. 